# Thue et Mue
Thue et Mue is een gemeente in het Franse departement Calvados (regio Normandië). De plaats maakt deel uit van het arrondissement Caen. Thue et Mue is op 1 januari 2017 ontstaan door de fusie van de gemeenten Bretteville-l'Orgueilleuse, Brouay, Cheux, Le Mesnil-Patry, Putot-en-Bessin en Sainte-Croix-Grand-Tonne. De gemeente telde 6.189 inwoners op 1 januari 2022.

## Geografie
De oppervlakte van Thue et Mue bedroeg op 1 januari 2022 36,82 vierkante kilometer; de bevolkingsdichtheid was toen 168,1 inwoners per km².
De onderstaande kaart toont de ligging van Thue et Mue met de belangrijkste infrastructuur en aangrenzende gemeenten.

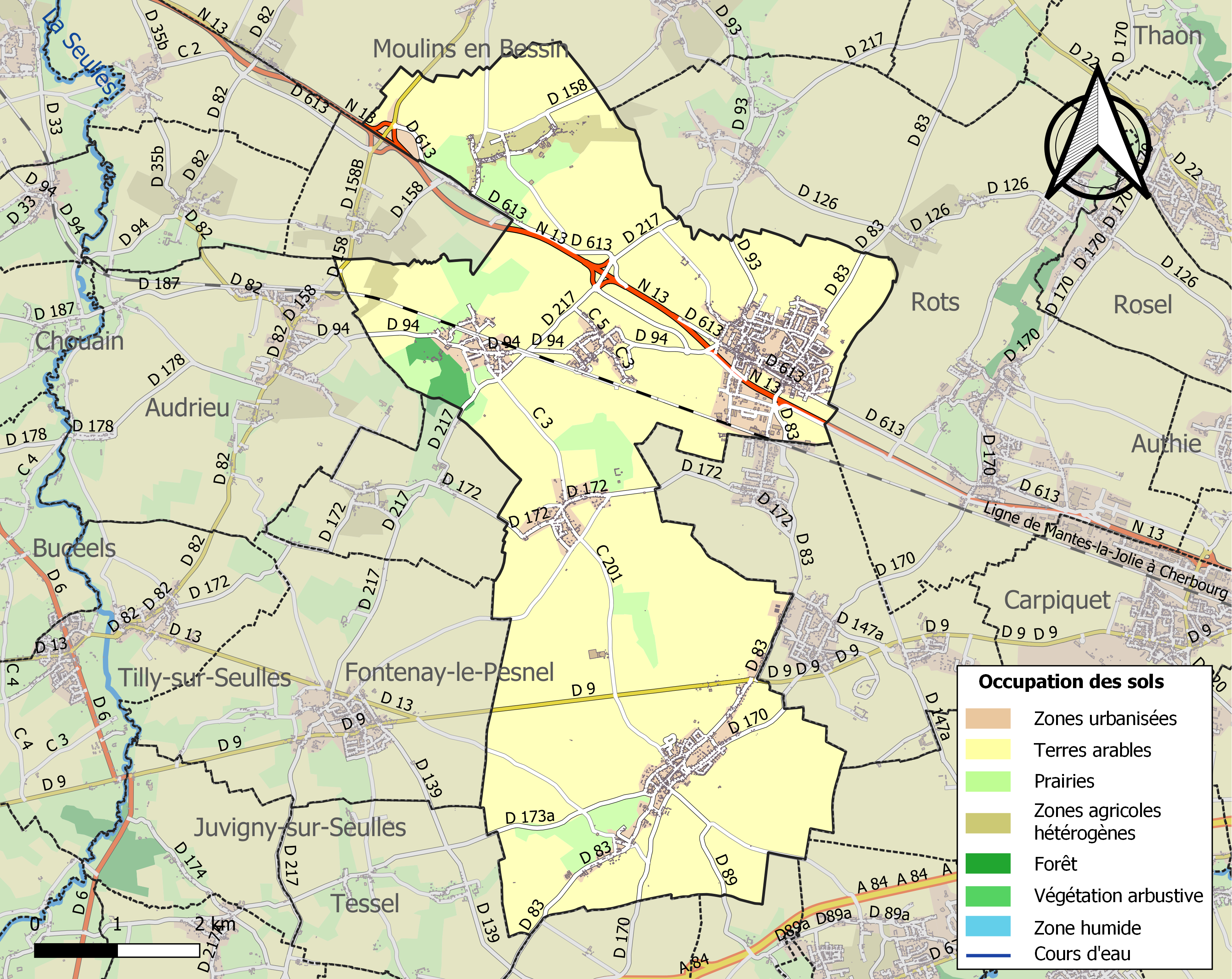